# ليام لولور
ليام لولور (بالإنجليزية: Liam Lawlor)‏ هو لاعب كرة القدم الغالية أيرلندي، ولد في 18 يونيو 1985 في وترفورد في جمهورية أيرلندا.